# لورينزو بيرولا
لورينزو بيرولا (مواليد 20 فبراير 2002) هو لاعب كرة قدم إيطالي يلعب كمدافع في نادي إنتر ميلان.

## روابط خارجية
- لورينزو بيرولا على موقع قاعدة بيانات كرة القدم.إي يو (الإنجليزية)
- لورينزو بيرولا على موقع Soccerway.com (الإنجليزية)